# Thomas J. Wright
Thomas J. Wright (n. secolul al XX-lea, SUA) este un regizor de film și de televiziune și artist american. A regizat episoade din Smallville, Ruleta destinului, Mercenarii universului sau Millennium.

## Filmografie
- Castle (2013-2016)
- Tower Prep (2010)
- Wanted (2006)
- Supernatural (2005)
- One Tree Hill (2005)
- Bones (2005)
- NCIS (2003)
- Smallville (2002)
- CSI: Crime Scene Investigation (2000)
- Taken (2002)
- Firefly (2003)
- Millennium (1996)
- Space: Above and Beyond (1995)
- Nowhere Man (1995)
- The X-Files (1993)
- Hell Hath No Fury (1991)
- No Holds Barred (1989, film)
- Max Headroom (1987)
- The Twilight Zone (1986)
- Torchlight (1985)